# Higino de Sousa

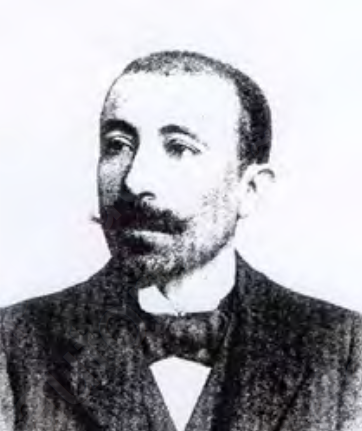
Higino de Sousa

Domingos Higino da Ponte e Sousa (* 11. Januar 1862 in Barrancos; † 27. Juli 1904 in Lissabon) war ein portugiesischer Mediziner.

## Werdegang
Sousa studierte Medizin an der Escola Politécnica in Lissabon und an der Escola Médico-Cirúrgica, wo er 1890 mit Auszeichnung abschloss. Im selben Jahr legte er mit der Arbeit O Suicidio (dt.: Der Selbstmord) seine Promotionsschrift vor. Während seines Studiums schrieb er zudem zahlreiche Artikel für die Zeitschrift A Pátria. 
Er vertiefte seine Studien am Instituto Oftamológico und während eines zweijährigen Aufenthalts in Deutschland. Nach seiner Rückkehr nach Portugal übernahm er die Leitung der Abteilung für Augenkrankheiten am Hospital de São José in Lissabon, wo er sich durch seine Heilmethoden einen Namen machte.

## Ehrungen
- Straßenbenennungen in Barrancos, Queluz und Sintra